# Strada statale 631 di Valle Cannobina
La strada statale 631 di Valle Cannobina (SS 631) è una strada statale italiana che percorre la valle omonima. Dal 2001 al 2021 è stata classificata come strada provinciale con la denominazione di strada provinciale 75 di Valle Cannobina (SP 75).

## Percorso

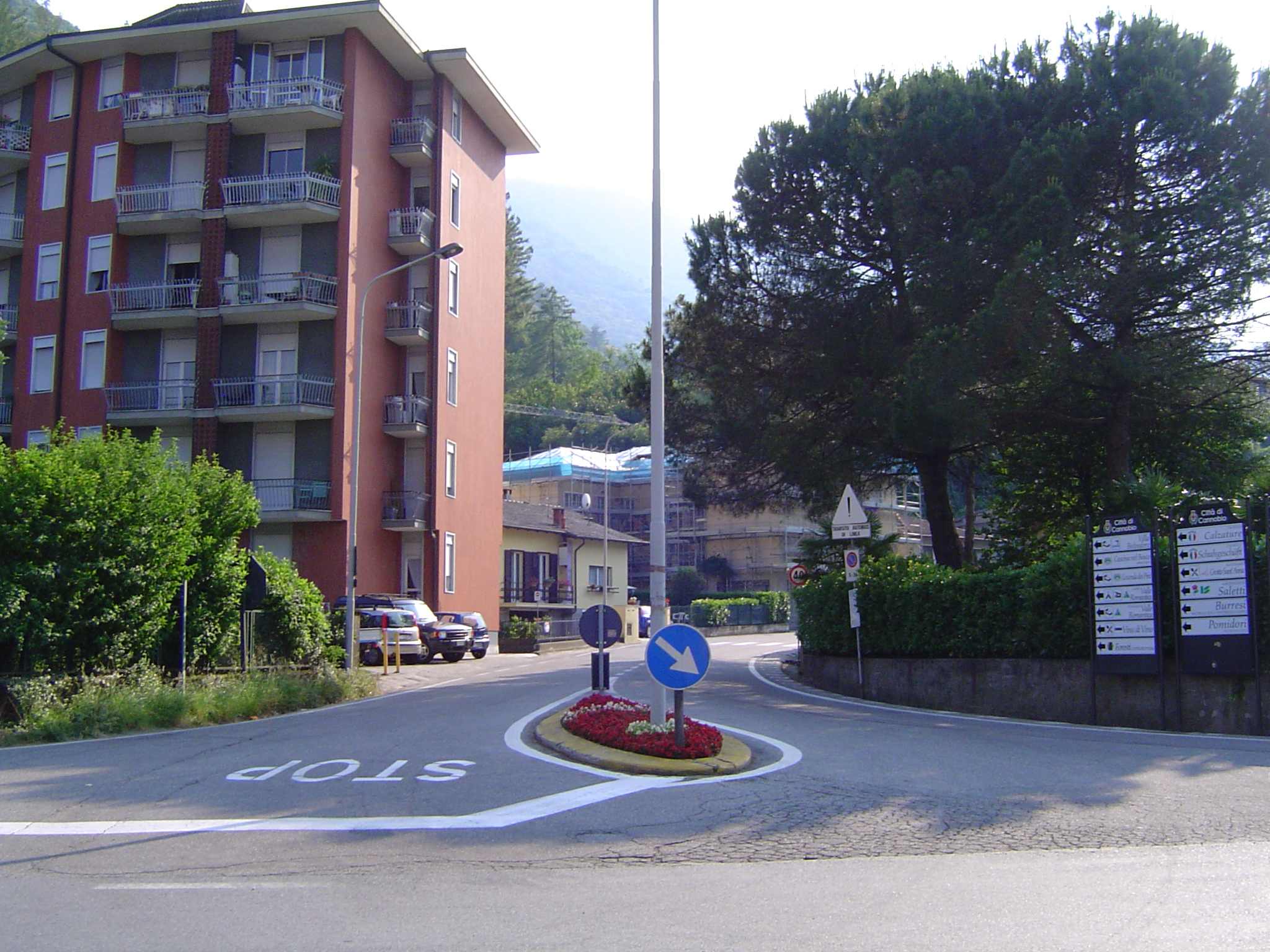
L'inizio della SS 631 a Cannobio, all'innesto con la SS 34

Ha inizio a Cannobio dalla strada statale 34 del Lago Maggiore e percorre, su un tracciato molto disagevole, tutta la Valle Cannobina, attraversando il comune di Valle Cannobina da cui dipartono strade secondarie che portano alle frazioni di Cavaglio, Falmenta (SP 75/a), Spoccia, al comune di Gurro (SP 75/b) e alle frazioni di Orasso (SP 75/c) e Cursolo (SP 75/d) anch'esse appartenenti al comune di Valle Cannobina. La strada giunge infine a Malesco, dove si immette sulla strada statale 337 della Val Vigezzo.

## Storia
La vecchia mulattiera che collegava i paesi della valle, già dal Cinquecento, in occasione della visita pastorale di San Carlo Borromeo, appariva inadeguata. Per tre secoli la situazione rimase invariata: ecco come, nel 1842, lo storico Carlo Cavalli descrive la condizione dell'unica via di comunicazione nella valle:
Nella prima metà dell'Ottocento a lungo si cercò di portare a termine un progetto di strada carrozzabile che andasse a sostituire la malagevole mulattiera, ma le varie perizie misero in luce la necessità di spese molto gravose per tutti i comuni della valle. Le famiglie benestanti di Cannobio sottoscrissero offerte in denaro mentre i paesi della valle offrirono  giornate di lavoro.
Dopo alcuni tentativi falliti, nel 1839 venne affidato il progetto della strada all’ingegnere ticinese Pasquale Lucchini. La strada di Lucchini avrebbe percorso la valle interamente sul versante rivolto a mezzogiorno, passando a ridosso dei paesi di Cavaglio, Spoccia, Orasso e Cursolo, con tornanti al 10% di pendenza. Ben presto però ci si rese conto che questo tracciato andava contro agli interessi dei principali comuni contribuenti (Falmenta e Gurro) lasciati isolati dal lato opposto della valle. Un nuovo progetto, portato a termine dall'ingegnere Rinaldo Rattazzini, optò per la soluzione attuale: la strada sarebbe passata sul fondovalle, attraversando però zone ombreggiate e umide che Lucchini aveva deliberatamente evitato. I comuni cannobini si unirono in un consorzio stradale con numero di seggi proporzionali alla popolazione. La strada venne divisa in nove tronchi e la costruzione iniziò nel 1850.
I lavori proseguirono a rilento e in cinque anni la strada aveva raggiunto solo Lunecco, ad un terzo della lunghezza totale. Alla morte di Rattazzini subentrò l’ingegnere Vittore Caramora. Iniziò ben presto una disputa con il comune di Gurro: l'ingegnere aveva preferito far salire la strada con alcuni tornanti verso il paese di Orasso. Gurro allora decise di costruire in autonomia un allacciamento alla strada di fondovalle, completato solo nel 1875. Intanto il cantiere della strada di fondovalle si avvicinava al ponte di Creves (confine con la Val Vigezzo) e dunque si stipulò un accordo con il consorzio stradale della Val Vigezzo che si impegnò a collegare Finero al ponte di Creves (il collegamento tra Finero e il fondovalle vigezzino era stato già completato nel 1861). La galleria del Sasso di Finero verrà inaugurata nel 1871 e solamente nell'autunno del 1876, dopo 26 anni dall'inizio dei lavori, la strada risulterà conclusa. Il costo complessivo della strada era stato di 617.382,74 Lire, due volte più del previsto. Il comune di Cannobio propose l'istituzione di un pedaggio tra Orasso e Cursolo, ma in seguito ad alcune proteste fu istituito a Traffiume sull'orrido di Sant'Anna; cesserà le sue funzioni nel 1881 con il passaggio della strada alla provincia di Novara.
La nuova strada generò un discreto indotto con la nascita di alcuni nuclei abitati sul fondovalle dove sorsero osterie, piccole segherie e altre attività. Non mancarono tuttavia necessità di ampliamenti, crolli e frane impreviste. Una delle principali modifiche al tracciato fu l'aggiramento dell'abitato di Traffiume nel 1906, accettato malvolentieri dal comune interessato.
Dal 1881 fino al 1989 la strada era gestita dalla provincia di Novara e si chiamava strada provinciale 75 di Fonte Carlina (SP 75); col decreto del Ministro dei lavori pubblici n. 519 del 1º giugno 1988 viene elevata a rango di statale con i seguenti capisaldi d'itinerario: "innesto s.s. n. 34 a Cannobio - innesto s.s. n. 337 a Malesco".
In seguito al decreto legislativo n. 112 del 1998, dal 2001, la gestione è passata dall'ANAS alla Regione Piemonte, che ha provveduto all'immediato trasferimento dell'infrastruttura al demanio della Provincia del Verbano-Cusio-Ossola. La denominazione è divenuta quindi strada provinciale 75 di Valle Cannobina (SP 75).
Il 10 maggio 2021, in seguito alla promulgazione del DPCM 21.11.2019, è stata nuovamente riclassificata come strada statale e la competenza è tornata all'ANAS. 
La vecchia mulattiera prese il nome di Strada Borromea, in ricordo della visita pastorale di San Carlo Borromeo del 1574. Essa è ancora percorribile a piedi.